# Zonopterus
Zonopterus is een kevergeslacht uit de familie van de boktorren (Cerambycidae). De wetenschappelijke naam van het geslacht werd voor het eerst geldig gepubliceerd in 1842 door Hope.

## Soorten
Zonopterus omvat de volgende soorten:
- Zonopterus consanguineus Ritsema, 1889
- Zonopterus corbetti Gahan, 1906
- Zonopterus flavitarsis Hope, 1842
- Zonopterus redemanni Nonfried, 1892
- Zonopterus rugosus Aurivillius, 1922